# Колос (стадион, Ковалёвка)
«Колос» — футбольный стадион в селе Ковалёвка Белоцерковского района Киевской области. Домашний стадион футбольного клуба «Колос» (Ковалёвка). Обновленная арена имеет вместимость — 5 050 мест.

## История
Спортивное сооружение построено на месте полуразрушенного стадиона в центре поселка. Стадион сначала мог вместить 950 зрителей, но несколько позже его вместимость увеличили до 1020 мест. 2 сентября 2020 года состоялось торжественная церемония открытия реконструированного стадиона «Колос», в которой приняли участие президент УАФ, член Исполкома УЕФА Андрей Павелко и президент «Колоса» Андрей Засуха. Реконструкция длилась 414 дней и завершилась 15 августа 2020 года. Арена рассчитана на 5 050 зрителей и оформлена в традиционных для «Колоса» чёрно-белых цветах. На пресс-конференции президент «Колоса» Андрей Засуха отметил, что реновация арены обошлась в 160 миллионов гривен. Стадион соответствует всем современным требованиям УЕФА и может принимать не только поединки внутренних соревнований, но и матчи квалификационных раундов еврокубков.
Первый матч на обновлённом стадионе «Колос» состоялся 12 сентября 2020 года в рамках 2-го тура УПЛ, в котором «Колос» принимал «Львов» (4:0).
9 апреля 2021 года стадион впервые принимал матч женской сборной Украины в рамках плей-офф отборочного турнира к чемпионату Европы 2022 против сборной Северной Ирландии (1:2).

## Описание
Арена имеет довольно специфическую планировку: трибуны расположены на расстоянии нескольких метров от боковой линии, за воротами трибуны отсутствуют, с одной стороны находятся две небольшие трибуны с крышей, а с другой — одна сплошная трибуна без крыши, которая простирается вдоль всей боковой линии поля, к тому же сиденья имеют только 3 ряда. Есть на стадионе и электронное табло. Для удобства болельщиков, на территории стадиона можно приобрести еду и воду.